# Rublo armenio
El rublo (en armenio: ռուբլի , en ruso: рубль) fue la moneda de curso legal de la antigua República Democrática de Armenia y de la República Socialista Soviética de Armenia entre 1919 y 1923. Sustituyó al primer rublo transcaucásico a la par, y fue reemplazado de nuevo por el rublo transcaucásico en 1923 tras la proclamación de la RSS de Armenia. No existe fracción del rublo armenio ni se acuñaron monedas.

## Billetes
Durante la República Democrática se emitieron billetes en denominaciones de 5, 10, 25, 50, 250, 500, 1.000, 5.000 y 10.000 rublos, con un diseño simple y el texto en ruso. Sin embargo, los billetes de 50, 100 y 250 rublos se imprimieron en el Reino Unido en la imprenta de Waterlow and Sons Ltd., con un diseño más elaborado y el texto en armenio.
En la República Socialista se introdujeron denominaciones de 5.000, 10.000, 25.000, 100.000, 500.000, 1 y 5 millones de rublos. Estos billetes tenían el texto impreso en ruso y en armenio junto a símbolos y eslóganes comunistas en los reversos.
| Denominación  | Color predominante | Imagen del anverso | Imagen del reverso |
| ------------- | ------------------ | ------------------ | ------------------ |
| 5 Rublos      | Gris               |                    |                    |
| 50 Rublos     | Verde              |                    |                    |
| 250 Rublos    | Rojo               |                    |                    |
| 500 Rublos    | Azul               |                    |                    |
| 5.000 Rublos  | Marrón/Rojo        |                    |                    |
| 10.000 Rublos | Marrón/Verde       |                    |                    |

| Denominación | Color predominante | Imagen del anverso | Imagen del reverso |
| ------------ | ------------------ | ------------------ | ------------------ |
| 50 Rublos    | Marrón/Rojo        |                    |                    |
| 100 Rublos   | Verde              |                    |                    |
| 250 Rublos   | Marrón/Violeta     |                    |                    |